# Denis Godefroy
Denis Godefroy (Dionysius Gothofredus, ur. 17 października 1549 roku w Paryżu, zm. 7 września 1622 roku w Strasburgu) – prawnik francuski, profesor uniwersytetów w Genewie, Heidelbergu i Strasburgu. Przygotował krytyczne wydanie zbioru prawa rzymskiego – Corpus Iuris Civilis.
Był synem Leona Godefroy pana na Guignecourt. Studiował prawo w Leuven, Kolonii i Heidelbergu. Po studiach pracował w latach 1576–1577 w parlamencie paryskim. Tytuł doktora praw uzyskał w 1579 roku w Orleanie i rozpoczął wykłady w Genewie. Mimo iż miał możliwość rozwoju swojej kariery prawniczej w Paryżu, wolał – jako hugenot – przeprowadzić się do Szwajcarii. W 1580 roku otrzymał stanowisko profesora, otrzymał obywatelstwo miasta i ożenił się z Denise de Saint-Yon. W latach 1581–1585 zwolnił się czasowo z obowiązków akademickich, poświęcając się opracowaniu "Corpus Iuris Civilis". W 1587 roku został też wybrany do rady miasta.
W 1589 roku został zaproszony przez króla Francji do powrotu do kraju. Otrzymał nominację na nadzwyczajnego radcę parlamentu paryskiego. Został również baliwem okręgu Pays de Gex (na terenie Franche Comte). Jednakże po 6 miesiącach od przeprowadzki tereny te zostały podbite przez oddziały księcia Sabaudii. Dom Godefroy`ego i jego biblioteka spłonęły. Wraz z rodziną uciekł więc do Bazylei i pozostał tam dotąd, aż miasto Strasburg (będące wówczas wolnym miastem cesarskim) przyznało mu w 1591 roku katedrę na tamtejszym uniwersytecie.
Jego sława jako uczonego wzrastała dzięki kolejnym publikacjom, szczególnie różnym wydaniom Corpus Iuris Civilis. Wówczas palatyn reński Fryderyk IV zaprosił go na uniwersytet w Heidelbergu. Jednak początkowe warunki pracy nie wydały się Godefroy`owi satysfakcjonujące i w 1601 roku wrócił do Strasburga. Heidelberczycy skłonili go jednak do powrotu w 1604 roku, tym razem na dłużej. Otrzymał nie tylko profesurę ich uniwersytetu, ale także w 1606 roku został dziekanem wydziału prawa. Ponadto rok później został wybrany rektorem oraz został powołany do rady monarszej. Władca Palatynatu wysyłał go z licznymi misjami dyplomatycznymi do Paryża. Król Francji usiłował ściągnąć Godefroy`a do Francji, jednak ten odmawiał przez wzgląd na swoje kalwińskie wyznanie.
Wybuch wojny 30-letniej (w której palatyn reński Fryderyk V odegrał nieszczęśliwą rolę) zmusił w 1620 roku Godefroy`a do ucieczki do przyjaciół ze Strasburga. W następnym roku zresztą Heidelberg został zniszczony przez wojska cesarza. Sam Godefroy zmarł w 1622 roku po długiej chorobie.